# Lizzobangers
| Recensione   | Giudizio |
| ------------ | -------- |
| The Guardian |          |

Lizzobangers è il primo album in studio della cantante statunitense Lizzo, pubblicato il 15 ottobre 2013.

## Tracce
Testi e musiche di Aaron Mader, Melissa Jefferson e Ryan Olson, eccetto dove indicato.
1. Lizzie Borden – 2:38
2. W.E.R.K. Pt. II – 3:06
3. Wat U Mean – 2:44
4. T-Baby – 3:16
5. Be Still – 2:13
6. Faded – 2:51
7. Hot Dish – 3:40
8. Luv It – 3:03
9. Batches & Cookies (feat. Sophia Eris) – 3:23 (Aaron Mader, Lauren Alford, Melissa Jefferson, Ryan Olson)
10. Pants vs. Dress – 2:34
11. Go – 3:45
12. Bloodlines – 3:45
13. Bus Passes and Happy Meals – 3:18
14. Paris – 3:11